# Lyrolepis
Lyrolepis es un género extinto de peces actinopterigios prehistóricos. Fue descrito por Romanowski en 1886.
Vivió en Kazajistán.